# Distrito electoral de Ohio (condado de Richardson, Nebraska)
Ohio (en inglés: Ohio Precinct) es un distrito electoral ubicado en el condado de Richardson en el estado estadounidense de Nebraska. En el Censo de 2010 tenía una población de 225 habitantes y una densidad poblacional de 2,41 personas por km².

## Geografía
Ohio se encuentra ubicado en las coordenadas 40°7′52″N 95°36′54″O / 40.13111, -95.61500. Según la Oficina del Censo de los Estados Unidos, Ohio tiene una superficie total de 93.51 km², de la cual 93.51 km² corresponden a tierra firme y (0%) 0 km² es agua.

## Demografía
Según el censo de 2010, había 225 personas residiendo en Ohio. La densidad de población era de 2,41 hab./km². De los 225 habitantes, Ohio estaba compuesto por el 98.22% blancos, el 0% eran afroamericanos, el 0% eran amerindios, el 0.44% eran asiáticos, el 0% eran isleños del Pacífico, el 0% eran de otras razas y el 1.33% pertenecían a dos o más razas. Del total de la población el 0.89% eran hispanos o latinos de cualquier raza.